# Radomyśl nad Sanem (gemeente)
De gemeente Radomyśl nad Sanem (tot 2001 gmina Radomyśl) is een landgemeente in het Poolse woiwodschap Subkarpaten, in powiat Stalowowolski.
De zetel van de gemeente is in Radomyśl nad Sanem.
Op 30 juni 2004 telde de gemeente 7476 inwoners.

## Oppervlakte gegevens
In 2002 bedroeg de totale oppervlakte van gemeente Radomyśl nad Sanem 133,63 km², waarvan:
- agrarisch gebied: 47%
- bossen: 45%

De gemeente beslaat 16,04% van de totale oppervlakte van de powiat.

## Demografie
Stand op 30 juni 2004:
| Omschrijving                   | Totaal | Totaal | Vrouwen | Vrouwen | Mannen | Mannen |
| ------------------------------ | ------ | ------ | ------- | ------- | ------ | ------ |
| eenheid                        | aantal | %      | aantal  | %       | aantal | %      |
| inwoners                       | 7476   | 100    | 3839    | 51,4    | 3637   | 48,6   |
| bevolkingsdichtheid (inw./km²) | 55,9   | 55,9   | 28,7    | 28,7    | 27,2   | 27,2   |

In 2002 bedroeg het gemiddelde inkomen per inwoner 1384,41 zł.

## Plaatsen
Antoniów, Chwałowice, Czekaj Pniowski, Dąbrowa Rzeczycka, Dąbrówka Pniowska, Kępa Rzeczycka, Łążek Chwałowicki, Musików, Nowiny, Orzechów, Ostrówek, Pniów, Radomyśl nad Sanem, Rzeczyca Długa, Rzeczyca Okrągła, Witkowice, Wola Rzeczycka, Zalesie, Żabno.

## Aangrenzende gemeenten
Annopol, Dwikozy, Gorzyce, Gościeradów, Pysznica, Zaklików, Zaleszany, Zawichost